# Alaemon
Az Alaemon a madarak osztályának verébalakúak (Passeriformes) rendjébe és a pacsirtafélék (Alaudidae) családjába tartozó nem.

## Rendszerezésük
A nemet Alexander Keyserling és Johann Heinrich Blasius írta le 1840-ben, az alábbi 2 faj tartozik ide:
- sarlós pacsirta vagy bankapacsirta (Alaemon alaudipes)
- Alaemon hamertoni

## Előfordulása
A sarlós pacsirta Afrika északi és keleti részén, Nyugat-Ázsia déli részén honos, de Dél-Európában is előfordul. A másik faj csak Szomália területén él. Természetes élőhelyeik a szubtrópusi és trópusi sivatagok, gyepek és cserjések. Állandó, nem vonuló fajok.

## Megjelenésük
Testhosszuk 21-23 centiméter körüli.